# Dothan (microprocesseur)
Pour les articles homonymes, voir Dothan.
Banias Yonah
Le microprocesseur Dothan d'Intel est un processeur à faible consommation et à faible enveloppe thermique pour ordinateur portable.
Il succède au Banias.

## Description
Le Dothan est un die shrink du Banias en 90 nm. Il supporte les technologies MMX, SSE, SSE2, EIST et XD Bit sauf pour les modèles 710, 738, 733 et 723. Il a été lancé en mai 2004 avec l'introduction de la plate-forme Centrino Sonoma. Il a été conçu dès le départ pour les portables et dispose d'une architecture performante. Cette nouvelle architecture utilise un FSB de 533 MT/s au lieu de 400 MT/s pour le Banias. Cela a pour conséquence directe pour une même fréquence d'augmenter légèrement la consommation et donc une diminution de l'autonomie des ordinateurs portables. On trouve en option la fonction de bit de verrouillage (Execute Disable Bit) qui empêche l'exécution de certains virus.
L'introduction de Centrino Sonoma a permis aussi à Intel de lancer ses Pentium M LV pour « Low Voltage » et ULV pour "Ultra Low Voltage". Ces processeurs sont sélectionnés dès leur sortie d'usine puisque ce qui les caractérise est une tension de fonctionnement faible. Or seuls les meilleurs d'entre eux sont capables de tenir une fréquence convenable avec une tension faible.

## Versions du Dothan
Les versions, ou modèles, du Dothan, sont regroupés dans deux gammes : Pentium M et Celeron M